# Brasilianisch Kurzhaar
| Brasilianisch Kurzhaar | Brasilianisch Kurzhaar      |
| Standard: WCF          | Standard: WCF               |
| ---------------------- | --------------------------- |
| Schulterhöhe           |                             |
| Länge                  |                             |
| Gewicht                | Kater: Ø ? kg Katze: Ø ? kg |
| erlaubte Farben        | alle Farben außer Points    |
| nicht erlaubte Farben  | Points                      |
| erlaubte Fellzeichnung | alle                        |
| Liste der Katzenrassen |                             |

Die Brasilianisch Kurzhaar ist eine brasilianische Katzenrasse, die durch Paulo Ruschi internationale Aufmerksamkeit erweckt hat.

## Beschreibung
Die Brasilianisch Kurzhaar ist eine lebhafte, mittelgroße Katze. Die Rasse kann von der American Shorthair durch ihre geschmeidige und elegante Erscheinung unterschieden werden. Sie ist jedoch nicht so dünn wie die Siam. Die Beine sind mittellang, die Pfoten leicht gerundet. Der Kopf ist ein gemäßigter Keil, länger als breit. Das Profil ist leicht konkav geschwungen. Das Kinn ist kräftig. Das Fell ist kurz, eng anliegend, besitzt eine seidige Struktur und keine Unterwolle. Es sind viele Farben und Zeichnungen erlaubt, außer Points. Die Augen sollen etwa 1,5mal soweit auseinanderliegen, wie sie breit sind. Die Ohren sind groß, höher als ihre Breite, hoch am Kopf platziert und haben Ohrbüschel.

## Ursprung
Der Ursprung der Rasse kann auf die Straßen Brasiliens zurückgeführt werden. Seit sie von der Straßenkatze zur Rassekatze wurde, hat sie sich dramatisch verändert. Sie ist nicht die erste Rasse, die sich aus einer Straßenkatze entwickelt hat, wie American Shorthair oder Europäisch Kurzhaar zeigen. Die Brasilianisch Kurzhaar entstand aus einem Experiment. Brasilien hatte Katzen, die sich von anderen Katzen in der Welt unterschieden. Alle brasilianischen Straßenkatzen hatten jedoch ein gemeinsames Erscheinungsbild und gleiche Eigenschaften. Heute gibt es immer noch wenige Züchter der Brasilianisch Kurzhaar. Die Brasilianisch Kurzhaar wird derzeit jedoch als Rassekatze angesehen. In den Vereinigten Staaten gibt es derzeit die größte Population der Brasilianisch Kurzhaar und deren Züchter.